# Zbigniew Godziński
Zbigniew Godziński (ur. 22 sierpnia 1917 w Rycerce Dolnej w pow. żywieckim, zm. 15 lipca 2007 we Wrocławiu) – profesor, absolwent i pracownik naukowy Politechniki Wrocławskiej, w 1964 twórca jednego z pierwszych w Polsce i pierwszego we Wrocławiu lasera z modulacją zewnętrzną.
Studia rozpoczął w 1935 na Wydziale Elektrycznym Politechniki Warszawskiej. Podczas II wojny światowej pracował w Fabryce Kabli w Krakowie-Płaszowie, po wojnie podjął studia na Politechnice Śląskiej (wówczas w Krakowie), a następnie wraz z jej Wydziałem Elektrycznym przyjechał do Wrocławia.
Związany z  Politechniką Wrocławską od pierwszego na niej polskiego wykładu (15 listopada 1945 – wówczas jako student), inżynier elektryk, uczeń i asystent prof. Mariana Suskiego. Specjalizował się badaniach naukowych w zakresie pola elektromagnetycznego i elektroniki kwantowej. Od roku 1964 profesor PWr, organizator i pierwszy kierownik Laboratorium Miernictwa Elektronowego. Tytuł profesora zwyczajnego otrzymał w 1976. Przez ostatnich kilkanaście lat pracy na Politechnice, a także po przejściu w 1987 na emeryturę prowadził systematyczne i żmudne badania z dziedziny interferencji jednofotonowej. Wyniki tej pracy opublikowane zostały w Physics Letters w 1991, a w 1992 w Physical Review uznano tę pracę jako jeden z pięciu najważniejszych eksperymentów w tej dziedzinie w XX wieku.
W roku 1959 otrzymał angielską nagrodę Heavyside'a za teorię propagacji fal radiowych.
Był członkiem oddziału wrocławskiego Polskiego Towarzystwa Fizycznego. Pochowany został na Cmentarzu św. Wawrzyńca we Wrocławiu.

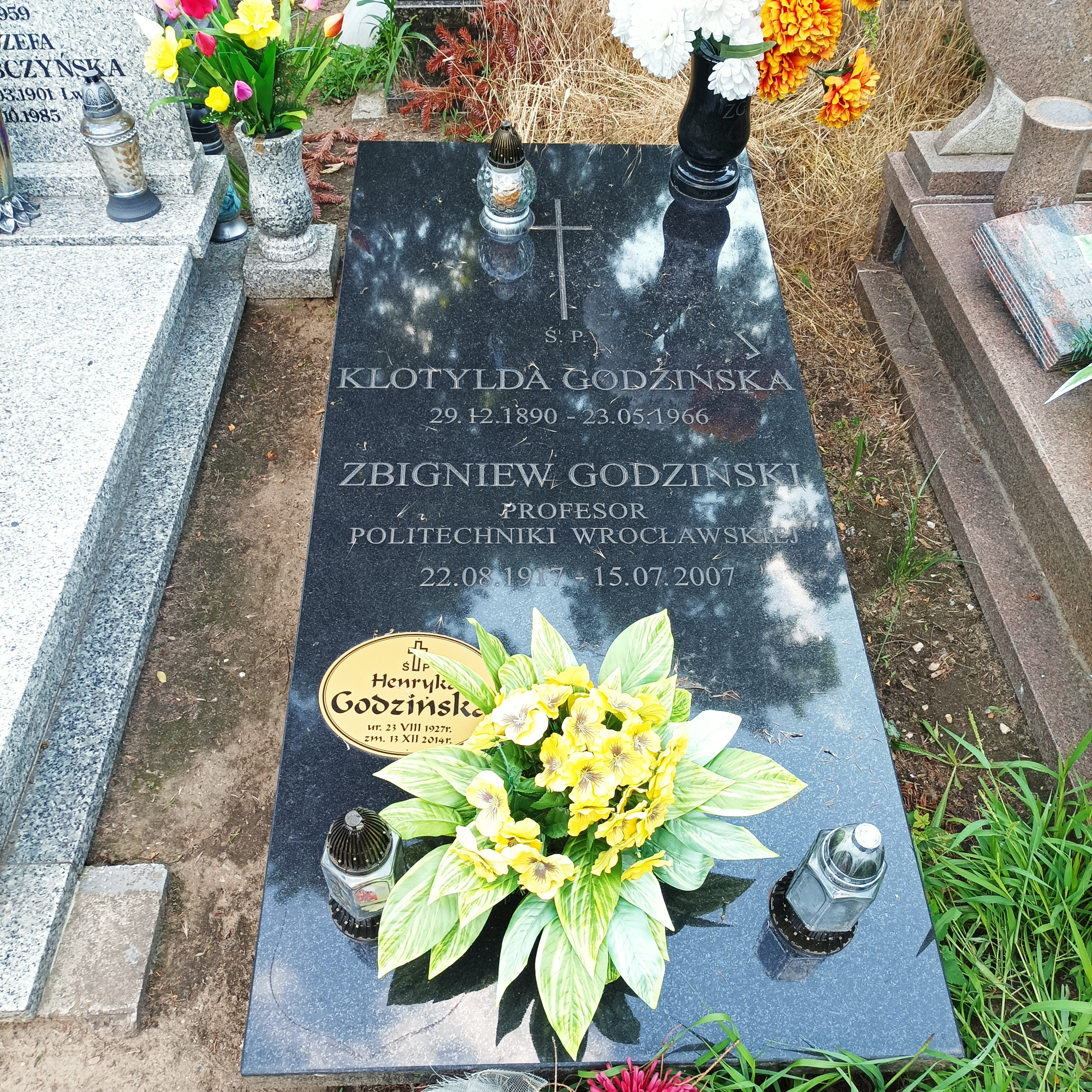
Grób prof. Zbigniewa Godzińskiego na cmentarzu św. Wawrzyńca we Wrocławiu